# Qualificazioni al campionato europeo maschile di calcio 2020 - Gruppo F

## Classifica
| Squadra  | Pt | G  | V | P | S | GF | GS | DR  |
| -------- | -- | -- | - | - | - | -- | -- | --- |
| Spagna   | 26 | 10 | 8 | 2 | 0 | 31 | 5  | +26 |
| Svezia   | 21 | 10 | 6 | 3 | 1 | 23 | 9  | +14 |
| Norvegia | 17 | 10 | 4 | 5 | 1 | 19 | 11 | +8  |
| Romania  | 14 | 10 | 4 | 2 | 4 | 17 | 15 | +2  |
| Fær Øer  | 3  | 10 | 1 | 0 | 9 | 4  | 30 | -26 |
| Malta    | 3  | 10 | 1 | 0 | 9 | 3  | 27 | -24 |

## Risultati

### Prima giornata
| Arbitro: | Þórarinsson |

|                           |           |               |
| Nwoko 13’ Borg 77’ (rig.) | Marcatori | 90+8’ Thomsen |

| Arbitro: | Oliver |

|                          |           |            |
| Quaison 33’ Claesson 40’ | Marcatori | 58’ Keșerü |

| Arbitro: | Treimanis |

|                              |           |                 |
| Rodrigo 16’ Ramos 71’ (rig.) | Marcatori | 65’ (rig.) King |

### Seconda giornata
| Arbitro: | Dallas |

|  |           |                 |
|  | Marcatori | 31’, 73’ Morata |

| Arbitro: | Rocchi |

|                                   |           |                                                 |
| Johnsen 41’ King 59’ Kamara 90+7’ | Marcatori | 70’ Claesson 86’ (aut.) Nordtveit 90+1’ Quaison |

| Arbitro: | Meler |

|                                     |           |                     |
| Deac 26’ Keșerü 29’, 33’ Pușcaș 63’ | Marcatori | 40’ (rig.) Davidsen |

### Terza giornata
| Arbitro: | Jorgji |

|           |           |                                                 |
| Olsen 30’ | Marcatori | 6’ Ramos 19’ Navas 34’ (aut.) Gestsson 71’ Gayà |

| Arbitro: | Karasëv |

|                              |           |                   |
| Elyounoussi 56’ Ødegaard 70’ | Marcatori | 77’, 90+2’ Keșerü |

| Arbitro: | Harvey |

|                                  |           |  |
| Quaison 2’ Claesson 50’ Isak 81’ | Marcatori |  |

### Quarta giornata
| Arbitro: | Rumšas |

|  |           |                  |
|  | Marcatori | 49’, 83’ Johnsen |

| Arbitro: | Higler |

|  |           |                                      |
|  | Marcatori | 7’, 29’ Pușcaș 34’ Chipciu 90+1’ Man |

| Arbitro: | Collum |

|                                                  |           |  |
| Ramos 64’ (rig.) Morata 85’ (rig.) Oyarzabal 87’ | Marcatori |  |

### Quinta giornata
| Arbitro: | Martins |

|  |           |                                        |
|  | Marcatori | 12’, 15’ Isak 23’ Lindelöf 41’ Quaison |

| Arbitro: | Muntean |

|                             |           |  |
| Berge 34’ King 45+1’ (rig.) | Marcatori |  |

| Arbitro: | Aytekin |

|            |           |                              |
| Andone 59’ | Marcatori | 29’ (rig.) Ramos 47’ Alcácer |

### Sesta giornata
| Arbitro: | Strukan |

|            |           |  |
| Pușcaș 47’ | Marcatori |  |

| Arbitro: | Jakubik |

|                                     |           |  |
| Rodrigo 13’, 50’ Alcácer 90’, 90+3’ | Marcatori |  |

| Arbitro: | Vinčić |

|              |           |              |
| Forsberg 60’ | Marcatori | 45’ Johansen |

### Settima giornata
| Arbitro: | Ağayev |

|  |           |                                     |
|  | Marcatori | 74’ Pușcaș 83’ Mitriță 90+4’ Keșerü |

| Arbitro: | Ivanov |

|  |           |                                                               |
|  | Marcatori | 11’ Danielson 58’ (rig.), 71’ (rig.) Larsson 66’ (aut.) Agius |

| Arbitro: | Oliver |

|                   |           |          |
| King 90+4’ (rig.) | Marcatori | 47’ Saúl |

### Ottava giornata
| Arbitro: | Sánchez Martínez |

|                 |           |  |
| Baldvinsson 71’ | Marcatori |  |

| Arbitro: | Madden |

|             |           |               |
| Mitriță 62’ | Marcatori | 90+2’ Sørloth |

| Arbitro: | Turpin |

|          |           |               |
| Berg 50’ | Marcatori | 90+2’ Rodrigo |

### Nona giornata
| Arbitro: | Jović |

|                                           |           |  |
| Reginiussen 4’ Fossum 8’ Sørloth 62’, 65’ | Marcatori |  |

| Arbitro: | Orsato |

|  |           |                      |
|  | Marcatori | 18’ Berg 34’ Quaison |

| Arbitro: | Kassai |

|                                                                             |           |  |
| Morata 23’ Cazorla 41’ Torres 62’ Sarabia 63’ Olmo 69’ Moreno 71’ Navas 85’ | Marcatori |  |

### Decima giornata
| Arbitro: | Ağayev |

|            |           |                     |
| Fenech 40’ | Marcatori | 7’ King 62’ Sørloth |

| Arbitro: | Kul'bakoŭ |

|                                                                 |           |  |
| Fabián Ruiz 8’ Moreno 33’, 43’ Rus 45+1’ (aut.) Oyarzabal 90+2’ | Marcatori |  |

| Arbitro: | Jug |

|                                         |           |  |
| Andersson 29’ Svanberg 72’ Guidetti 80’ | Marcatori |  |

## Classifica marcatori
6 reti
- Claudiu Keșerü

5 reti
- Joshua King (3 rigori)

- George Pușcaș

- Robin Quaison

4 reti
- Alexander Sørloth
- Álvaro Morata (1 rigore)

- Sergio Ramos (3 rigori)

- Rodrigo

3 reti
- Bjørn Maars Johnsen
- Paco Alcácer

- Gerard Moreno
- Viktor Claesson

- Alexander Isak

2 reti
- Alexandru Mitriță
- Jesús Navas

- Mikel Oyarzabal
- Marcus Berg

- Sebastian Larsson (2 rigori)

1 rete
- Rógvi Baldvinsson
- Viljormur Davidsen (1 rigore)
- Klæmint Olsen
- Jákup Thomsen
- Steve Borg (1 rigore)
- Paul Fenech
- Kyrian Nwoko
- Sander Berge
- Tarik Elyounoussi
- Iver Fossum
- Stefan Johansen

- Ola Kamara
- Martin Ødegaard
- Tore Reginiussen
- Florin Andone
- Alexandru Chipciu
- Ciprian Deac
- Dennis Man
- Santi Cazorla
- José Luis Gayà
- Dani Olmo
- Fabián Ruiz

- Pablo Sarabia
- Saúl
- Pau Torres
- Sebastian Andersson
- Marcus Danielson
- Emil Forsberg
- John Guidetti
- Victor Lindelöf
- Mattias Svanberg

1 autogol
- Teitur Gestsson (pro Spagna)
- Andrei Agius (pro Svezia)

- Håvard Nordtveit (pro Svezia)

- Adrián Rus (pro Spagna)